# Senat (Großrumänien)
Der Senat (Senatul) war 1919 bis 1940 das Oberhaus des Parlaments des Königreichs Rumänien mit Sitz in Bukarest. Neben dem Senat bestand im bikameralen Parlament noch die Abgeordnetenkammer als zweite Kammer.
Der Senat hatte drei Gruppen von Mitgliedern:
1. Gewählte Senatoren
2. Senatoren von Amts wegen (z. B. der Landesbischof der deutsch-evangelischen Landeskirche, der Großrabbiner Rumäniens) und
3. Senatoren von Rechts wegen

## Anfänge (ab 1864)
Auf Initiative von Alexandru Ioan Cuza wurde eine zuvor erarbeitete Verfassung, durch eine Volksabstimmung im Mai 1864 bestätigt. 1866 proklamiert die Verfassung von Rumänien die konstitutionelle Monarchie als rumänische Regierungsform auf der Grundlage der nationalen Souveränität und der Gewaltenteilung. Die Legislative sollte durch den König und ein Zweikammerparlament mit einer Abgeordnetenversammlung und einem Senat ausgeübt werden. Das Oberhaus wurde Senat oder Camera Senatului genannt.

## 1919 bis 1922
In der Pariser Friedenskonferenz 1919 hatte Rumänien umfangreiche Gebietserweiterungen erreicht. Am 2. November 1919 wurden Parlamentswahlen für das nun entstandene Großrumänien durchgeführt. Rechtsgrundlagen waren die Wahlordnung für das alte Königreich und Bessarabien vom 14. November 1918, die Wahlordnung für Siebenbürgen, Banat usw. vom 24. (oder 26.?) August 1919 und die Wahlordnung für die Bukowina vom 24. August 1919.
Bei der Wahl hatten Männer ab 40 Jahren das passive Wahlrecht. Der Senat bestand aus 236 Senatoren.
Am 25.–27. Mai 1920, 1. Juni 1920 und 3. Juni 1920 wurden die zweiten Wahlen durchgeführt. Der Senat bestand ab 1920 aus 168 Senatoren.

## 1922 bis 1939
| Wahltermin    | Legislaturperiode        | Mandate |
| ------------- | ------------------------ | ------- |
| Mai 1926      | 1926 bis 1927            | 250     |
| Juni 1927     | 1927 bis 1928            | 113     |
| Dezember 1928 | 1928 bis 1931            | 113     |
| Juni 1931     | 1931 bis 1932            | 113     |
| Juli 1932     | 1932 bis 1933            | 113     |
| Dezember 1933 | 1933 bis 1977            | 113     |
| 1937          | 1937 bis 18. Januar 1938 | 113     |

Am 10. Februar 1938 entließ König Carol II. die Regierung und setzte eine Königsdiktatur ein. An diesem Tag löste er das Parlament auf. Am 31. März 1938 wurden alle Parteien verboten.

## 1939 bis 1940
Nach dem Parteienverbot wurde die Frontul Renașterii Naționale (FNR) als einzige Partei zugelassen. Bei den Wahlen im Juni 1939 wurden die Senatoren aus den Reihen der FNR "gewählt". Der Senat bestand nun aus 176 Senatoren. Rechtsgrundlage der Wahl waren die Verfassung vom 2. Februar 1938 und das Wahlgesetz vom 9. Mai 1939.
Vom 7. Juni 1939 bis 6. September 1940 bestand ein ernanntes Parlament. Mit der Machtergreifung der Eisernen Garde unter Ion Antonescu am 4. September 1940 wurde das Parlament aufgelöst.

## Nachkriegszeit
Nach dem Zweiten Weltkrieg und der Eingliederung Rumäniens in den Ostblock wurde eine Rumänische Volksrepublik gebildet. Hier bestand ein Einkammerparlament, die Große Nationalversammlung. Erst 1989 wurde erneut ein Senat in Rumänien eingerichtet.